# Cromvliet

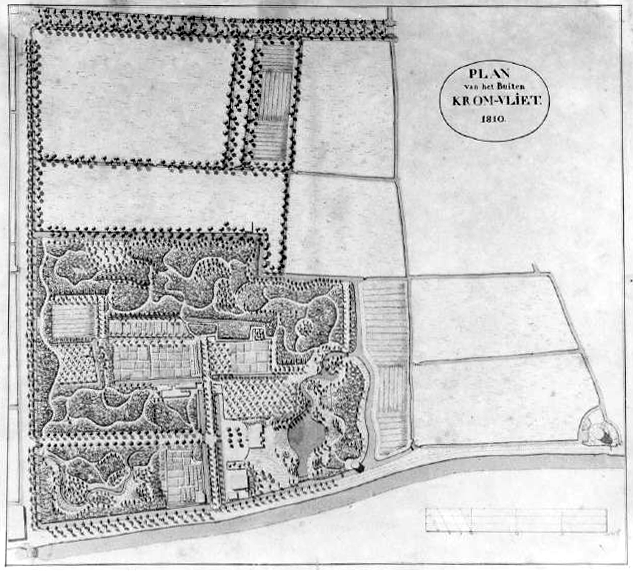
Plan van de Engelse tuin van Cromvliet, 1810. (onderaan de Trekvliet, links de Geestbrugweg)

Cromvliet was een buitenplaats in de Nederlandse plaats Rijswijk (provincie Zuid-Holland).

## Geschiedenis

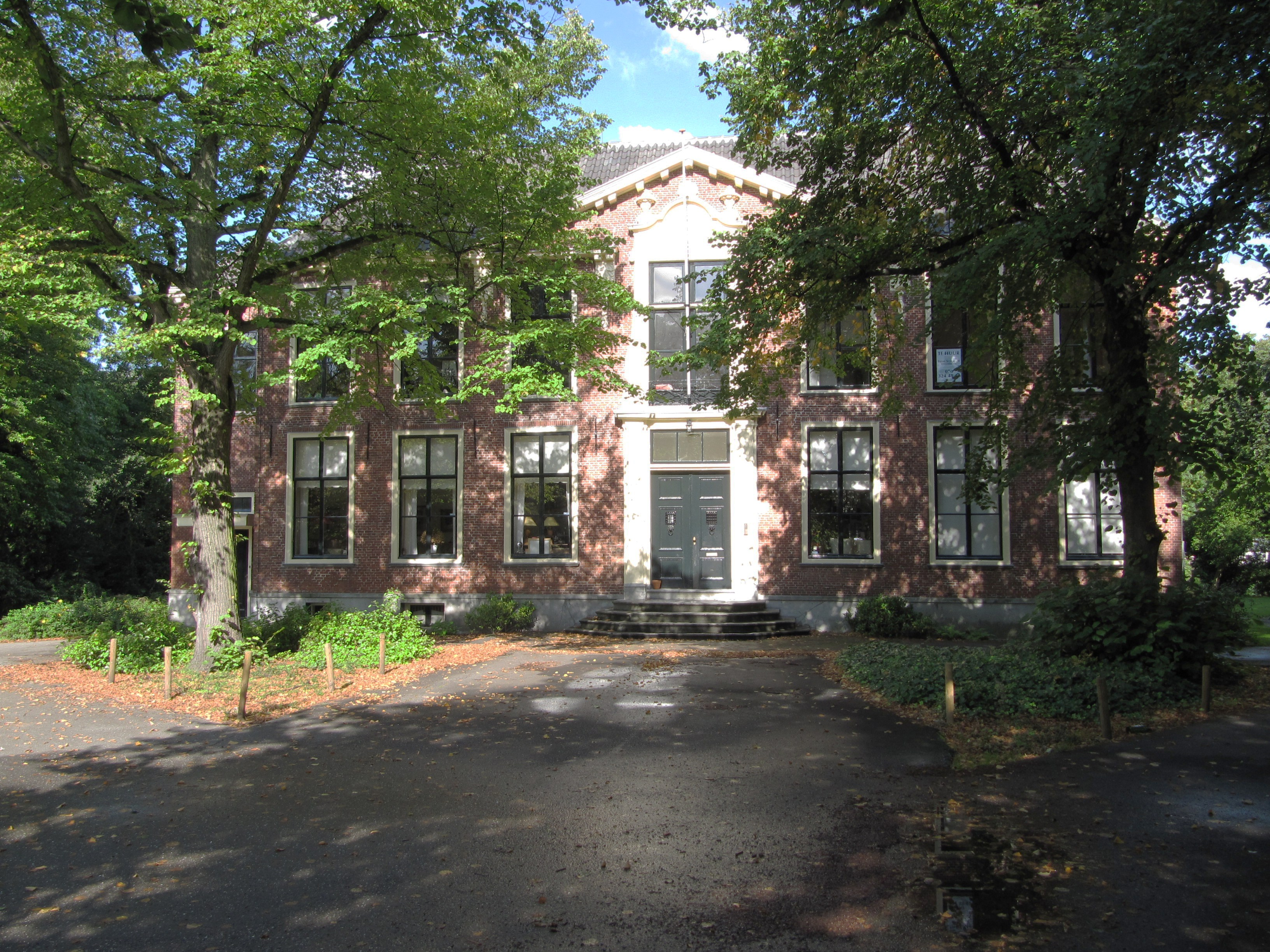
Cromvliet in 2010

Cromvliet was gelegen ten noorden van de Geestbrugweg aan de Trekvliet en dankte zijn naam aan mr. Bernard van Crompvliet, rekenmeester bij de Grafelijkheidsrekenkamer in de 17e eeuw. De geschiedenis gaat echter terug tot een boerderij in de Middeleeuwen. In 1560 liet Adriaan van Leyden zijn land in kaart brengen. Zijn grondstuk liep van de Geestbrugweg tot aan de Laakmolensloot, en er stond een verpachte boerderij op. Zijn kleinzoon, Pieter van Leyden van Leeuwen, baljuw en dijkgraaf van o.a. Den Briel, bouwde het herenhuis in de eerste helft van de 17e eeuw. Hij hertrouwde na de dood van zijn vrouw met een dochter van mr. Bernhard van Crompvliet, en het is waarschijnlijk dat Pieter van Leyden zich door de achternaam van schoonvader heeft laten inspireren.
Het landgoed is lange tijd in bezit geweest van het aanzienlijke regentengeslacht Van Leyden van Leeuwen, hoewel het vanaf het eind van de 17e eeuw geregeld werd verhuurd. Coenraad Pieter van Leyden van Leeuwen verkocht in 1751 het landgoed echter aan Hendrik Godfried Baron van Wecke. Zijn weduwe hertrouwde met Baron van Eck van Nergena, en in 1759 verkochten zij de buitenplaats aan Hendrik Caen, oud-schepen van Rotterdam en telg uit het geslacht Caan, die ook de grond van het aansluitende voormalige Vijverstein kocht. Hij verfraaide de buitenplaats aanzienlijk met uitgestrekte tuinen met vijvers, paden, bosjes en een theekoepel langs de Trekvliet. Tot het begin van de 20e eeuw werd het buiten bewoond door afstammelingen van Caan, waaronder de burgemeester van Rijswijk van 1850 tot 1871 mr. Jan Hendrik Caan van Neck, maar in 1925 werd het grootste deel van het terrein opgekocht door bouwondernemers en werd er een woonwijk met dezelfde naam aangelegd. Het landhuis met eromheen een park bleef behouden dankzij de gemeente Den Haag, die het kocht ten behoeve van een kleuterschool. Na de Tweede Wereldoorlog tot 1985 werd het gebouw gebruikt als inrichting voor demente bejaarden. In 1994 werd het 17e-eeuwse herenhuis gerestaureerd. In de tuin bevindt zich nog een in 2009 door de gemeente gerestaureerde slangenmuur die gebruikt werd om warmteminnende vruchtstruiken tegen te laten groeien. Tegenwoordig is het landhuis verdeeld in vier appartementen en een half vrijstaand woonhuis.
- Rijksmonumentcomplex: 518132